# Diamesa barraudi
Diamesa barraudi är en tvåvingeart som beskrevs av Félix Pagast 1947. Diamesa barraudi ingår i släktet Diamesa och familjen fjädermyggor. Inga underarter finns listade i Catalogue of Life.